# Nothocremastus pullus
Nothocremastus pullus är en stekelart som beskrevs av Dasch 1979. Nothocremastus pullus ingår i släktet Nothocremastus och familjen brokparasitsteklar. Inga underarter finns listade i Catalogue of Life.